# Lift Your Skinny Fists Like Antennas to Heaven
Lift Your Skinny Fists Like Antennas to Heaven (còn gọi là Lift Yr. Skinny Fists Like Antennas to Heaven! và Levez Vos Skinny Fists Comme Antennas to Heaven) là album phòng thu thứ hai của ban nhạc post-rock người CanadaGodspeed You! Black Emperor, phát hành năm 2000 dưới dạng album kép.
Bốn track trong Lift Your Skinny Fists Like Antennas to Heaven gồm nhiều phân đoạn (movement) được soạn và sáng tác riêng lẻ. Trừ những đoạn nói được lấy mẫu (sample), cả album thuần không lời.

## Tiếp nhận
| Đánh giá chuyên môn  | Đánh giá chuyên môn |
| Điểm trung bình      | Điểm trung bình     |
| Nguồn                | Đánh giá            |
| -------------------- | ------------------- |
| Metacritic           | 84/100              |
| Nguồn đánh giá       |                     |
| Nguồn                | Đánh giá            |
| AllMusic             | [ 2 ]               |
| Alternative Press    | 5/5                 |
| The Austin Chronicle | [ 3 ]               |
| NME                  | 9/10                |
| Pitchfork Media      | 9.0/10              |
| Q                    | [ 6 ]               |
| Select               | [ 7 ]               |
| Spin                 | 8/10                |
| Sputnikmusic         | 5.0/5               |
| Tiny Mix Tapes       | [ 10 ]              |

Album nhận được những đánh giá tích cực từ khi được phát hành, trên trang Metacritic, nó nhận được điểm trung bình 84, dựa trên 13 bài đánh giá. Pitchfork Media cho rằng đây là một "tác phẩm hùng vĩ và tuyệt đẹp một cách đau đớn", đĩa một là "sự thanh lọc của thứ âm thanh đã kết tinh trong Slow Riot EP" trong khi đĩa hai "ve vãn với những khoảnh khắc của shoegazing làm chóng mặt, tiếng trống rock lõng lẽo và các đoạn crescendo táo bạo của tiếng ồn tinh túy". The A.V. Club gọi album là "cũng tuyệt đẹp và làm tỉnh tâm như album trước đó". Tiny Mix Tapes nghĩ rằng âm nhạc của album "thay phiên giữa thôi miên và say đắm, giữa mơ màng và làm sửng sốt", "một Pink Floyd huyền ảo hơn". The Austin Chronicle bình luận rằng nó mang cảm khác "điện ảnh" và "hấp dẫn bởi vẻ đẹp hùng vĩ của nó".
Lift Your Skinny Fists Like Antennas to Heaven xuất hiện trong nhiều danh sách album hay nhất năm và thập niên. Magnet (1-2/01, p. 45) xếp nó trong danh sách "20 Best Albums of 2000". NME (12/30/00, p. 78) đặt album ở vị trí số 16 trên danh sách "Top 50 Albums of the Year". Sputnikmusic chọn nó album hay thứ sáu của thập niên 2000. Pitchfork Media đặt album ở vị trí số 5 trong danh sách album hay nhất năm và số 65 trong danh sách album hay nhất thập niên. Tiny Mix Tapes xếp nó ở số 7 trên danh sách "Favorite 100 Albums of 2000-2009".

## Danh sách track
Chiều dài của mỗi phân đoạn lấy từ trang web chính thức.
Đĩa một
| 1.1 / Mặt 1: Storm | 1.1 / Mặt 1: Storm                                         | 1.1 / Mặt 1: Storm |
| STT                | Nhan đề                                                    | Thời lượng         |
| ------------------ | ---------------------------------------------------------- | ------------------ |
| 1.                 | "Lift Yr. Skinny Fists, Like Antennas to Heaven..."        | 6:15               |
| 2.                 | "Gathering Storm/Il Pleut à Mourir [+Clatters Like Worry]" | 11:10              |
| 3.                 | "'Welcome to Barco AM/PM...' [ L.A.X.; 5/14/00]"           | 1:15               |
| 4.                 | "Cancer Towers on Holy Road Hi-Way"                        | 3:52               |
| Tổng thời lượng:   | Tổng thời lượng:                                           | 22:32              |

| 1.2 / Mặt 2: Static | 1.2 / Mặt 2: Static                         | 1.2 / Mặt 2: Static |
| STT                 | Nhan đề                                     | Thời lượng          |
| ------------------- | ------------------------------------------- | ------------------- |
| 1.                  | "Terrible Canyons of Static"                | 3:34                |
| 2.                  | "Atomic Clock"                              | 1:09                |
| 3.                  | "Chart #3"                                  | 2:39                |
| 4.                  | "World Police and Friendly Fire"            | 9:48                |
| 5.                  | "[...+The Buildings They Are Sleeping Now]" | 5:25                |
| Tổng thời lượng:    | Tổng thời lượng:                            | 22:35               |

Đĩa hai
| 2.1 / Mặt 3: Sleep | 2.1 / Mặt 3: Sleep                                             | 2.1 / Mặt 3: Sleep |
| STT                | Nhan đề                                                        | Thời lượng         |
| ------------------ | -------------------------------------------------------------- | ------------------ |
| 1.                 | "Murray Ostril: '...They Don't Sleep Anymore on the Beach...'" | 1:10               |
| 2.                 | "Monheim"                                                      | 12:14              |
| 3.                 | "Broken Windows, Locks of Love Pt. III."                       | 9:53               |
| Tổng thời lượng:   | Tổng thời lượng:                                               | 23:17              |

| 2.2 / Mặt 4: Antennas to Heaven | 2.2 / Mặt 4: Antennas to Heaven                                              | 2.2 / Mặt 4: Antennas to Heaven |
| STT                             | Nhan đề                                                                      | Thời lượng                      |
| ------------------------------- | ---------------------------------------------------------------------------- | ------------------------------- |
| 1.                              | "Moya Sings 'Baby-O'..."                                                     | 1:00                            |
| 2.                              | "Edgyswingsetacid"                                                           | 0:58                            |
| 3.                              | "[Glockenspiel Duet Recorded on a Campsite In Rhinebeck, N.Y.]"              | 0:47                            |
| 4.                              | "'Attention...Mon Ami...Fa-Lala-Lala-La-La...' [55-St. Laurent]"             | 1:18                            |
| 5.                              | "She Dreamt She Was a Bulldozer, She Dreamt She Was Alone in an Empty Field" | 9:43                            |
| 6.                              | "Deathkamp Drone"                                                            | 3:09                            |
| 7.                              | "[Antennas to Heaven...]"                                                    | 2:02                            |
| Tổng thời lượng:                | Tổng thời lượng:                                                             | 18:57                           |

## Thành phần tham gia
Godspeed You! Black Emperor
- Thierry Amar – guitar bass
- David Bryant – guitar điện
- Bruce Cawdron – trống
- Aidan Girt – trống
- Norsola Johnson – cello
- Efrim Menuck – guitar
- Mauro Pezzente – guitar bass
- Roger Tellier-Craig – guitar
- Sophie Trudeau – violin

Nhạc công khác
- Alfons – kèn cor
- Brian – kèn cor

Sản xuất
- John Golden – master
- Daryl Smith – sản xuất

## Bảng xếp hạng
| Bảng xếp hạng (2000) | Vị trí cao nhất |
| -------------------- | --------------- |
| UK Albums Chart      | 66              |